# Зворотна сумісність
Зворотна сумісність (англ. Backward compatibility) — наявність у новій версії комп'ютерної програми або комп'ютерного обладнання інтерфейсу, присутнього в старій версії, в результаті чого інші програми (або людина) можуть продовжувати працювати з новою версією без значної переробки (або перенавчання). Повна зворотна сумісність означає, що при заміні старої версії компонента на нову, функціонування всієї системи в цілому не порушиться.
Зворотна сумісність є одним з найважливіших пріоритетів в комп'ютерній індустрії. Забезпечення зворотної сумісності дозволяє користувачам, при переході до нової версії, частково або повністю зберегти цінність тих напрацювань, які вони придбали при адаптації до роботи з попередніми версіями програмного або апаратного забезпечення.
У той же час, забезпечення зворотної сумісності має і недоліки, стримуючи розвиток технологій. Так, в сучасних комп'ютерах дуже багато «успадковано» від їхніх попередніх поколінь, від чого не можна відмовитися заради сумісності. Це дозволяє зберегти попередні інвестиції виробників і споживачів, але водночас не дозволяє реалізувати прогресивніші функції і підвищує ймовірність виникнення помилок.

## Зворотна сумісність у програмному забезпеченні
Зворотна сумісність стосовно до програмного забезпечення означає здатність пізніших версій програми працювати з файлами, створеними ранішою версією цієї ж програми або програми, що реалізує ті ж алгоритми, що й раніша версія. Так, наприклад, в Microsoft Office присутня підтримка низки форматів, які нині майже не використовуються.

## Зворотна сумісність в апаратному забезпеченні
Зворотна сумісність стосовно до апаратного забезпечення означає здатність більш нових типів обладнання емулювати роботу попередніх. Так, наприклад, мікропроцесори Intel досі підтримують весь набір інструкцій, що використовувалися ще в найперших представниках цього ряду.

## Переваги та недоліки зворотної сумісності
Головним недоліком зворотної сумісності є ускладнення апаратного або програмного забезпечення. У випадку з ПЗ це найчастіше призводить до збільшення розмірів програмного продукту, а у випадку з апаратним забезпеченням це призводить до ускладнення архітектури, тобто будови, відповідного елемента апаратного забезпечення. У кінцевому підсумку все це призводить до збільшення вартості виробництва і підтримки (часто після зміни базової технології неможливо знайти фахівців підтримки, які володіють обома технологіями в достатній мірі).
Тим часом, відсутність зворотної сумісності викликає ряд незручностей. Так, наприклад, в операційних системах Windows 2000/XP емулятор MS-DOS не володіє повною зворотною сумісністю з реальною ОС MS-DOS, на відміну від Windows 9x (до складу якої входить не емулятор, а «справжня» MS-DOS, що запускається до Windows і яка використовується для роботи DOS-додатків). Внаслідок цього в багатьох випадках підприємства змушені користуватися більш ранніми версіями цієї операційної системи, або встановлювати повноцінну MS-DOS на віртуальні комп'ютери, оскільки програмне забезпечення, що використовується, вимагає повноцінної ОС MS-DOS, а не урізаною в можливостях.